# Thüring von Attinghausen-Schweinsberg
Thüring von Attinghausen-Schweinsberg († 3. November 1353 in Disentis, Kanton Graubünden) war ein Schweizer Abt im Kloster Disentis.

## Leben und Werk

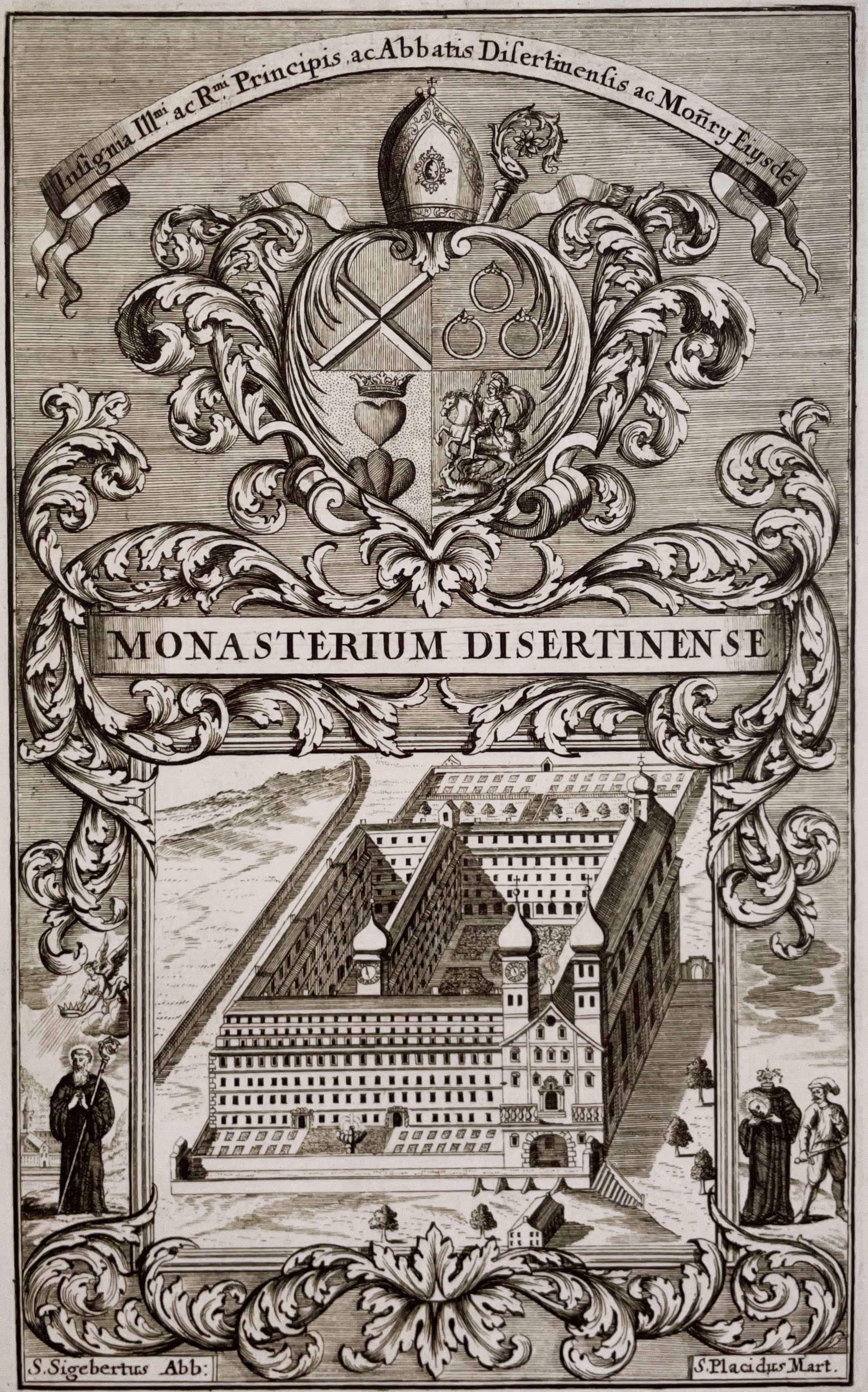
Kloster Disentis 1702

Attinghausen war vermutlich der Sohn des Diethelms I. (1276–1313) und der Elisabeth von Kempten. Sein Bruder war Diethelm II, sein Onkel Werner von Attinghausen. Zwischen Werner II. und dem Vater Diethelm I. fand um 1300 eine eher informelle Herrschaftsteilung statt, wobei Diethelm die Emmentaler und Werner die Urner Besitzungen übernahm. Dies dürfte ein Grund gewesen sein, dass Thüring bereits in jungen Jahren als Schüler in das Kloster Einsiedeln eintrat.
Als das Kloster im Januar 1314 im sogenannten Marchenstreit von Schwyzer Bauern erobert und geplündert wurde, war auch Thüring als Subdiakon und Mitglied der Einsiedler Klostergemeinschaft zusammen mit Hermann von Bonstetten unter den Gefangenen. Wohl auf Intervention seines Onkels Werner II. von Attinghausen wurde Thüring am 21. Januar 1314 freigelassen.
Der Abt von Disentis Johannes von Schwanden († 1327) empfahl seinen Einsiedler Konventualen kurz vor seinem Ableben Thüring als seinen Nachfolger. Thüring wurde in der Folge am 3. August 1327 Abt von Disentis. Die Benediktion von Abt Thüring fand am 24. Juni 1330 gemeinsam mit dem Abt von Pfäfers Hermann von Arbon († 1361) in der Gnadenkapelle des Klosters Einsiedeln statt. Mit von Arbon verband Thüring eine lebenslange Freundschaft. Als Abt ging Thüring mit dem Bischof Ulrich V. ein Bündnis mit dem Freiherren von Rhäzüns ein.
Thüring förderte die klostereigene Schule und liess die alten Choralhandschriften von den Mönchen Andreas von Göringen und Nikolaus von Fabaria in die sogenannte Guidonische Hand (Notenschrift), nach Guido von Arezzo umschreiben. Dadurch bewirkte Thüring eine deutliche Hebung der Klosterschule in qualitativer und quantitativer Hinsicht. Thüring hatte den Ruf eines weitherum geschätzten Schlichters in Rechtsangelegenheiten und ausserordentliches guten Verwalters und Finanzmanns. So war es Thürings Verdienst, dass das Kloster Disentis nach den Vorschriften des heiligen Benedikt als wirtschaftlich selbstständig gesichert galt.
Anfang 1350 gelang es Thüring als neutraler Schlichter den Marchstreit zwischen Schwyz und Einsiedeln beizulegen. Die Schlichtungsurkunde mit dem Siegel von Thüring und Abt Heinrich II. befindet sich im Klosterarchiv Einsiedeln und eine Kopie davon im Staatsarchiv des Kantons Schwyz.